# 狂乱家族日記
『狂乱家族日記』（きょうらんかぞくにっき）は、日日日による日本のライトノベル。イラストはx6sukeが担当している。ファミ通文庫（エンターブレイン）より2005年6月から2011年7月まで刊行された。第6回エンターブレインえんため大賞（佳作）受賞作。2008年4月時点で累計部数は100万部を突破している。
メディアミックスとして、「FB Online」よりヱシカ/ショーゴによるコミカライズが2007年11号から2010年3号まで連載された。また、2008年4月より10月までテレビアニメが放送された。

## あらすじ
1000年前に現れた破壊の化身「閻禍」（えんか）は、「1000年後に自分の<<子供>>が世界に絶望をもたらす」という不吉な言葉を残し滅びていった。
それから1000年後、DNA鑑定の結果「閻禍の子供」の可能性のある人間・生物が複数発見された。そのどれが「閻禍の子供」であるかを確かめるため、ある作戦が決行されることになった。それは、「閻禍の子供」の可能性のある者を家族として共同生活させ、どれが子供かを確かめるという通称「なごやか家族作戦」。
対策局対策一課行動部隊長である乱崎凰火は、この任務を遂行するため「父親」として強制参加させられる。家族生活の中で、さまざまな（主に家族によって発生する）問題が襲い掛かるが、家族は力を合わせて乗り越えてゆく。

## 登場人物
声はドラマCD版、TVアニメ版共通の声優。

### 乱崎家
乱崎 凶華（みだれざき きょうか）
声 - 藤村歩
本作の主人公。乱崎家の「母親」。本名はキョウキァ=エアエリアエア（「凶華」は本名の当て字で、漢字辞典で調べて最も自分にふさわしい字を選んでつけたらしい）。自称20歳だが、猫耳と猫の尻尾を持った小学生にしか見えない。他人の思考、中枢神経に介入し操作する「携帯電話」という特殊能力を使う。ただし相手が気を失っていたり、拒絶していたりすると効果がない。主な機能は、通話・メール・ハッキングなど。
性格はネコそのもので気まぐれで、常に傲岸不遜の態度で人に接する。独裁的・非常識・誇大的で、かつナルシストでもあり、トラブルや自分が主役のお祭り騒ぎをこよなく愛し"宴"と称して様々な騒ぎを起こし強引な手口で事件を解決へと向かわせる。「頼もしいことにこの凶華様は全知全能だぞ！」とたびたび発言し、凶華が騒ぎに介入する際の決め台詞になっている。
家族に対する愛情は深く、滅多に表現しないが、凰火に対しては恋愛感情を抱いている。そのため、嫉妬心が強く、凰火が自分以外の女性と話したり、ほめたりすると過剰に反応する。恋敵である死神三番に対しては過剰な対抗心を持っているが、それ以上に喧嘩するほど仲がいいような関係である。真夜中に凰火の布団へ潜り込んだこともあるが、「あいつにもかわいいところがあって」寝たふりをされたようである（しかし、凰火が必要以上に他人に踏み込むことをさけているためと考えられる）。そうした行為をしながらも子供の作り方は「よく知らない」という。
狂乱家族計画に参加する以前は地下帝国・シャングリラで唯一神と崇め奉られており、いまだ地下帝国民からは神として信仰され、そのように育てられたため、本人も神を自称している。常に傲岸不遜の態度で人に接するのはこのためである。地下帝国民からは"バッカーキョウキァ"（=「我が君キョウキァ」）とも呼ばれる。
「魔族」と呼ばれる精神生命体の先代女王ヴァネッサ・エルドラゴンが「破壊神」と呼ばれる月香の妹、SYGNUSS（シグナス）の肉体に取り付きその精神を封印、その際にヴァネッサとしての記憶を同胞の魔族から奪われ、赤ん坊のまま山奥に捨てられたところを地下帝国シャングリラで神として育てられた結果、キョウキァとしての人格が形成され、現在の「凶華」がある。凶華自身は記憶がない事に大きなコンプレックスを抱いていた。“ヴァネッサ・エルドラゴン”が取り付いている影響で“SYGNUSS”の身体は成長しないため身長も低く、胸も“洗濯板”と呼ばれてしまうほどに小さい（凰火曰く、可愛らしいモノ）。それを気にして、普段は怠惰な生活を送っているにもかかわらず、朝晩欠かさずバストアップ運動を行っているらしい。自称20歳なので度々タバコを吹かし、酒を飲んでいる（アニメでは一度も無し）。2か月で自転車に乗れるようになった「天才」と自称している。猫舌。拾四さつめで身体が中学生程度に成長、拾伍さつめでは子供を出産した。
同じファミ通文庫10周年企画でアニメ化された『まかでみ・WAっしょい!』でも1シーン登場（新規書き下ろしではなく、アニメで使用された映像）している。
乱崎 凰火（みだれざき おうか）
声 - 近藤孝行
乱崎家の「父親」。本名も乱崎 凰火。27歳。大日本帝国政務執行機関直属超常現象対策局対策一課行動部隊長。冷静な性格で、状況判断力に秀でており、眼鏡かつ朴念仁で、乱崎家の貴重なツッコミ役。普段は穏やかで凶華のハチャメチャには振り回されてばかりいるが、堪忍袋の緒が切れると一転して凶華も恐れるほどに冷たく怖くなる。凶華が度を過ぎた行動を取るたびにキツいお灸を据えて懲らしめているが（ネコミミを引っ張るなど）、凶華を心から女性として愛しており、その想いは彼女の正体を知っても揺らぐことがなかった。
当初はデータで物事を判断したり家族のピンチにもリスクを考えてから動く慎重派だったが、凶華に一喝され「父親」という立場を自覚し積極的な行動力を持つようになる。恐らく乱崎家一の苦労人。乗り物好き。
視力が悪いわけは、平塚雷蝶に訓練中、怪我をさせられたのが原因だった。雷蝶曰く「誰にでも公平なあなたの心を拙者への憎悪でいっぱいにしたかった」らしい。
3歳の頃に両親を事故で亡くしたため、両親の職場だった超常現象対策局で霧岬知紅（死神三番）と共にDr.ヘルや花山厳一郎に育てられた。友達のいない寂しい子供時代を過ごしたらしい。この事故で全ての記憶と、愛する人を失う恐れから感情を失い、「どうしてそんなに無ばっかり集めるんだろうと思うような」無表情・無感情・無感動で、凶華に出会うまでは誰も愛せなくなっていた。
実は、『紅』シリーズ計画（≪紅茶≫の人格・肉体のバックアップを作る計画）の唯一の試作品。両親は事故で亡くなったと言われ、3歳よりも前の記憶はそのときに失ったとされてきたが、両親はおらず、初めから3歳ごろの肉体を持って誕生した。
乱崎 銀夏（みだれざき ぎんか）
声 - 藤田圭宣（現:織田圭祐）
乱崎家の「長男」。本名は黄桜 銀一（きざくら ぎんいち）。23歳。極道の家系に生まれたが、幼い頃、初恋の相手である黄桜乱命という少女が父親に殺されたのをきっかけに、ひたすら男らしくあれというその教育方針に反発するようになり家出、オカマバー「ビルゴ」で働いて生計を立てている。店でナンバーワンの売れっ子で、源氏名は「ぎんぎつね」。乱崎家の中では凰火含め数少ない常識人で、かなりの美青年。普段は女性的な口調で話し物腰もなよなよとしているが、いざという時には毅然とした男らしい口調と態度になり、その迫力は鬼となっていた姫宮千子を恐れさせるほどであった。千花の過剰な愛情表現に辟易しその対応に悩んでいるが、彼女を冷たく突き放すことも出来ないで居る（彼女に対して好意はあるがそれは妹としてであり、異性・恋愛対象とは見ていない）。原作拾参さつめで乱命に告白し、結ばれる。
名前に数字が入っているのは、名前に数字を入れるという姫宮家の兆子と悲恋があった父、黄桜洒門が兆子との子供であると思おうとしてつけたためである。
拾伍さつめで書かれた6年後では、世界的な女優になっている。未だに乱華と千花のどちらかを選べていない。
乱崎 帝架（みだれざき ていか）
声 - 安元洋貴
乱崎家の「次男」。本名はシャクヤ。7歳（しかしライオンの平均寿命は30年程のため、人間の平均寿命を90年と仮定しても人間換算ではかなり年上）。1人称は「我輩」。全ての動物と意思疎通が出来る「褐色皇帝」の最後の血族。大日本帝国最西端通常名称サバンナで暮らしていた。含蓄のある物言いを好み、哲学者のように難解かつ高尚な思考を持つ。優歌に懐かれていて、クッション代わりにされたり「もふもふ」と称され、戯れられることもしばしばある。誇り高い性格であるが、凶華や優歌の行動によってその尊厳を冒されつつある。鈍感で、幼なじみのマダラが雌（雄に変装していたが）であることを本人に明かされるまで気づかず、マダラがそのあと必死のアプローチを図るも、気づかれないことも多く周り中から「鈍感」と言われている。一応悩んではいるようである。
拾伍さつめで書かれた6年後では、マダラと結婚し子供が生まれていて、サバンナで暮らしている。
乱崎 雹霞（みだれざき ひょうか）
声 - 広橋涼
乱崎家の「三男」。本名は黒の十三番（くろのじゅうさんばん）。3歳。元々は「閻禍の肉片」を利用されて作られた陸戦型の「世界最強」の生物兵器で、Dr.ヘル・Dr.ゲボック・去渡去彦の3人による共同作品。鷹縁結子を殺害させられた後、研究所を完全に殲滅し、3年間の眠りについていた。顔が無い為表情は分かりにくいが、子供のような純粋な性格で、趣味はTVを見ることとゲームをすること。当初は研究所時代の記憶が封印されていたが、産みの親の1人である去彦との再会などによってほぼ完全に思い出したようである。また、家族や鷹縁切子などとの交流をきっかけに人間らしい感情も芽生えつつある。また、去彦からは「ロベス」（昔、去渡が可愛がっていた金魚の名前）とも呼ばれていた。
拾五さつめで書かれた6年後では、小学生になっている。一度習ったことは忘れないので、勉強がおもしろく、できるらしい。ボギークイーンと同居しており、切子・ボギークイーンとの間にラブコメが発生しているらしい。
乱崎 千花（みだれざき ちか）
声 - 戸松遥
乱崎家の「長女」。本名は姫宮 千子（ひめみや せんこ）。白髪で、老成した雰囲気の17歳。本当は閻禍の子供ではない（全く閻禍のDNAを持っていない）が、凶華の「携帯電話」の能力で不正な検査結果に導き、原作第2巻以降に家族入りすることになった。優歌とは実の姉妹で、彼女と同様心に深い傷を持つ。幼い頃に自分を救ってくれた銀夏に想いを寄せていて、歪んだ愛情表現をもって彼に接している。人外だらけの乱崎家の中では比較的常識人だが、やはりどこかずれたところがある。凶華曰く「サド巨乳」「ドS」。不本意ながら、私立五重必殺学園というお嬢様学校の番長でもあり、同性から「お姉様」と呼ばれ異常に慕われている。巨乳の持ち主でスタイルが良いゆえに、胸のない凶華からは嫉妬の込もったセクハラ発言を受けることもある。前述のように乱崎家に入る資格が無い上、優歌を虐待していたという過去もある事からどこか他人行儀な面がある。凶華のことを普段は「猫さん」と呼んでいるが、原作第3巻では初めて「お母さん」と呼んだ。最近は、凰火を「お父さん」と呼び甘えることもあり、打ち解けてきているようである。優歌同様に「まったく」を副詞として多用する。
拾伍さつめで書かれた6年後では、神聖合衆国の公務員になっている。車や飛行機、宇宙船の運転免許を取得している。
乱崎 優歌（みだれざき ゆうか）
声 - 花澤香菜
乱崎家の「次女」（原作第1巻では長女）。本名は姫宮 零子（ひめみや れいこ）。9歳。元の家族には一族で一番年下の子どもの役割とされている「孤独人形」として虐げられ、虐待を受けていた過去を持つ。自殺未遂、いじめ、虐待、入院など、その過去は暗いが、「普通」というもののない「姫宮」という鬼の一家で育ったため、普通であろうと努め、天然で無垢、穏やかで優しい性格をしているが、家族を傷つけようとするものには「黒優歌」という顔を見せることもある。乱崎家では最も平凡で「すぐ忘れてしまいそうな」外見と性格をしている。「さっぱり」を副詞として多用する癖があり、本来は否定的な意味で使用するこの言葉を誤った用法でよく口にしている。帝架の毛皮を気に入っていて、1日1回もふもふをしないといけないくらい依存している。
乱崎家ではみんなに可愛がられており、癒しの存在となっている。
拾伍さつめで書かれた6年後では、高校生になっている。背中の虐待のあとを隠すために伸ばしていた髪を切っており、将来は「自分のように傷だらけになる子供を救いたい」「壊れかけの家族を修復する仕事につきたい」と語っている。
乱崎 月香（みだれざき げっか）
声 - 佐藤利奈
乱崎家の「三女」（原作第1巻では次女）。本名はWARAVE（ワラビー）。正式な年齢は不明だが、かなりの年齢であることは確かである（少なく見積もっても千歳以上）。普段は体力を消耗しないためにピンク色のクラゲになっている。対策一課行動部部長が釣り上げ、ふざけて検査にかけた結果、閻禍のDNAを持っていることが判明した。飄々とした性格で、色の変化で感情を表現する（黄色は喜び、赤は怒り等となっている）。クラゲであるにもかかわらず寿司などの高級料理しか食べず、料理の最もおいしい部分しか食べない（触手の先端から取り込んで吸収する。ただしアニメ版では触手を使い人間で言えば口のあたりから摂取している描写もあった）、文字を書くことが出来る（しかも達筆）、海水を吸って巨大化する。
実はクラゲは仮の姿で、本来の姿は十二単を纏った美女。クラゲが裏返ってこの姿に変わるらしいが毎月5日にしか本来の姿にはなれず、それ以外の日には少女の姿で現れることもある。月齢に関係しているらしい。OASIS（オアシス）の故郷でもある星「海」で唯一、奇跡的に自我を持ち生まれた生命体。己の生命体の核を細かく砕いて「水」をつくり、神として暮らしていたところ、突然強欲王に求婚され、彼を恐れ1000年間逃亡していた。なお、SYGNUSS（シグナス）は、誰にも会わない「海」での孤独を癒すために死のうと思い、その機能をつくったもので、「宝」であり、妹である。強欲王が地球に来た「災厄」の対処をする際にその力を使い果たし、原作第9巻の冒頭では赤子として家族の世話を受ける。
拾伍さつめで書かれた6年後では、強欲王と結婚し、宇宙に新婚旅行に行っている。アンドロメダ星雲は果物がおいしいらしい。
乱崎 乱華（みだれざき らんか）
乱崎家に迎えられ名を変えた本名「黄桜乱命」である。千年前の月香の地球への衝突に巻き込まれた被害者の一人であり、楽園で魔族にとりつかれ、不老不死となっている。黄桜の初代から「乱」、二代目から「命」の字をもらって「乱命」だった。今の名前は千花が名付けたもので、「華」は千花が可愛い字がなく困っていたときに凶華が使えばよいと言ったため、使われることになった。原作13巻で銀夏に告白された。千花いわく、「乱」が2つも並ぶ物騒な名前らしい。銀夏と結ばれてからは性格が可愛らしくなったようだ。家族に加入してからは凰火のことを「お父ちゃん」、凶華のことを「お母ちゃん」と呼ぶ。
拾伍さつめで書かれた6年後では、世界中を旅している。銀夏が女優になったことは知らなかった。
乱崎 十周年（みだれざき でぃけいど）
凰華と凶華の子供。乱崎家が出来て十周年の時に生まれたために凶華がお披露目したので、十周年という名になった。成長して行くに従ってある人物にとてもよく似ていると言われるようになる。幼少期はバラバラに暮らし始めた家族の元を転々とし、10歳時には乱崎家の実家に住んで、同居している小紅と共に小学校に通っている。番外編「狂乱家族だった、僕たちへ」では優歌と千花の配慮で別の名前を貰ったが、その名前は明らかにされていない。

### 超常現象対策局
死神 三番（しにがみ さんばん）
声 - 森永理科
本名：霧岬知紅（きりさき しるく）。対策一課行動部副隊長。凰火とは幼馴染で「自称」恋人だった。そのため凶華との仲は最悪であるが、一応凶華のことを凰火の妻として認めている。20年前にSYGNUSSによって住んでいた村と家族を失い、復讐のために死神の名を継いだ。人と接するときに、愛するか殺すか無関心かという極端な感情しか持てない（凰火曰く「それだけ純情なのでしょう」）。いつも般若の仮面（死神に受け継がれるトレードマーク）を着用しているが、外すと火傷の痕があるものの美人である。一時はその醜い傷を隠すため、仮面をとろうとしなかった。「くっふふふぅ」と笑い、「〜ですぅ」のような舌たらずな口調を使う。敵対する人物の「顔面を破壊する」性癖を持っていて顔の火傷がコンプレックスとなっての行動であるらしく、またそれが口癖である。実は凰火の恋人を自称していたのも、彼に好かれたいのではなく、この顔などが原因で嫌われたくないという方が本音であった（オデッサによって指摘された）。西洋刀を使用した剣術の戦闘力はかなり高く、凶華と互角に渡り合えるほどである。だが戦い以外の仕事（デスクワークなど）は苦手である。
平塚 雷蝶（ひらつか らいちょう）
声 - 後藤邑子
別名：死神二番（しにがみ にばん）。死者およそ数百人、重傷者およそ数千人、全壊した建物7棟、半壊した建物数十棟の未曾有の大惨事を引き起し地上最悪の「傾国のテロリスト」。その後死刑にされたはずだが、不解宮ミリオンを後ろ盾に超常現象対策局対策二課研究部長として就任。その数か月後に超常現象対策局局長に就任する。「魔族狩り」とも呼ばれ、そのため背中に蝶の羽のようなものが生えており、額からは触角が出ている（訓練しだいで魔族は誰でも消せるようになるらしい）。研究部長時代は、凶華の持ち出す無理難題を超常現象対策局の技術をもって叶えていた。狂乱家族の「最高の味方であり、最悪の敵」。「〜なのねん」「拙者」のようなふざけた口調を使うが、状況によってはきちんとした言葉で話すことができる。「来るべき災厄」に備え、あらゆる手段を使い迎え撃つ準備を進めてきた。本人曰く、彼女は魔族が本体であり、黄桜乱命に取り憑いて行動している。だが、オデッサによると魔族のように見えるが魔族ではないらしく、すでに魔族に取り憑かれている乱命に取り憑いていたり、影で魔族を食べる「魔族狩り」を行っている（正夢町）など謎が多い。アニメでは第1話から登場しているが、本編とは関係の無い行動を取ったり騒動に巻き込まれて吹き飛ばされたりしている。無類の甘味好きであり、しばしば職務を放置して、菓子を食べている。「今まで食べた事の無いほどの美味しい菓子を作った」という理由だけでピエールに求婚した事がある。
その正体は、月香が地表に激突したときに出来た生命のプールのなかで生まれた自意識であり、魔族の始祖（原始の魔族）。千年の間になにかを追い求め続け、いつしか「宇宙で唯一最強の生命体になる」という欲望を抱くに至った。SYGNUSSの身体をのっとり、G装備によって地球の生命体を滅ぼそうとしたが、最終的には狂乱家族の前に敗れ、消滅した。……はずだが、拾伍さつめの終盤で、凶華と凰火の子供に生まれ変わった可能性が示唆されている。
花山 厳一郎（はなやま げんいちろう）
声 - 斧アツシ
超常現象対策局副局長。凰火と知紅にとっては育ての親。他人が怖がって近づけないほど顔が極端に怖く、「身長ではなく、全長と表現したいほどの」屈強な体つきであるが2人への愛情は深く、頭脳派として超常現象対策局では有名。20年前雷蝶を捕らえたのは花山だった。
雷蝶の謎の行動に疑問を持ったり、一見生真面目そうな人物に見えるが、知紅の日記をこっそり読んだり、その事をうっかり自白してしまったりと、間の抜けた部分がある。半獣化事件ではかわいらしい小熊になっていた。
≪蜘蛛≫（くも）
声 - 大原崇
本名不明。超常現象対策局に、存在しないとされている対策零課諜報部隊長。蜘蛛の目のように宝石が八つちりばめられたものを被り、背中には蜘蛛の脚のような飾りがある変な忍者。雷蝶の部下ではあるが、主人はミリオンであり、その命によって監視をしている。
ピエール
声 - 喜多村英梨
本名：西倉明（にしくら あける）。白いタキシードを着ているというだけで何故か凶華に「ピエール」と名づけられ、凶華によってタキシードに大きくそう書き込まれている。本名よりもピエールの方の名が周知されている。超常現象対策局二課研究部に所属していたが、「地獄と奈落の混沌魔境と大評判の」乱崎家の世話をするために狂乱家族と出会い、現在は凶華人民共和国の王。女の子のような顔立ちをしており、三つ編みを垂らした格好のため、よく間違えられているが男である。千花のピンチには共和国民の「伊藤さん」を連れて現れ千花を助けた。元料理人であり、その腕はかなりのもの。自分に仕事を与えた凶華に恩義を持っており、彼女の頼みごとなら（ある程度は）進んで行動する。死神三番のことは尊敬している。
≪紅茶≫（こうちゃ）
声 - 飯田浩志
≪紅茶≫は役職名で本名は不明。先代超常現象対策局局長で、「大日本帝国に忠誠を誓った」とのこと。全身を真紅で統一した派手な外見にもかかわらず、妙に存在感のない人物。“もちろん”「差別主義者」で、紅茶嫌い。突然逆上する。本人によると「突然キレるのは相手を憤慨させて話を有利に進めるため」とのこと。長い付き合いらしい厳一郎によれば、「他人に嫌われる才能の持ち主」とのこと。その正体は1000年前に「赤髭」と呼ばれていた人物である。紅茶は、1000年前に大日本帝国をのっとるべく死神（バルトロ）と不解宮をつぶそうとたくらんでいた。1000年もの間生きていけたのは、月香 (WARAVE) の力のおかげで蘇生され、不老の身になったからで、そのためSYGNUSSの生命力を吸い取る光（名称不明）をうけても死ななかった。しかし、バルトロ（閻禍）に殺されてしまう。
小紅（こべに）
別名：死神四番（しにがみ よんばん）。死神の後継者として超常現象対策に来た。優歌より幼い女の子の容姿をしている。その幼い容姿からか周りからは「小紅ちゃん」と呼ばれている。凰火によくなついている。言葉はほとんどしゃべれず、「がぅ……」や「きゅんきゅん！」など獣のような喋り方をする。死神三番や鳳火になついており、よく頭まで登ってきて甘噛みしている。なぜか閻禍は初対面のときから苦手。身体能力が高く、死神三番からまだまだ半人前ながら「将来有望」と思わせるほど。
実は人間の姿は『擬態』した姿。狼にのような巨大な獣が彼女の『正体』であり、人外を弾圧してきた大日本帝国で生き残るために人に擬態する方法を身につけた種族の生き残りである。優歌によると、獣姿の小紅は帝架より「もふもふ」しているらしい。
死神三番、凰火を両親と認識しており、言葉がしゃべれるようになったときに「パパ」「ママ」と言っている。

### 魔族
この世界とは異なる世界の住人。精神のみで肉体を持たない為、現実世界では何かの物体あるいは生物に憑依しなければ行動ができない。その際に動物のような耳、尾が生える。しかし、平塚雷蝶の例を見ても分かるように、隠して普通の人間のように振舞うことが可能。ただし、体力を消耗するので、ほとんど誰もしない。
オデッサ＝エイ
声 - 斎藤桃子
本名：オデッサ＝エイグリフィン。ヴァネッサの妹で、魔界の女王。凶華は正確に言うとオデッサの姉ではないが完全に姉として扱い、「お姉ちゃん」と呼んでいる。名前には、「明星と黒い牙」という意味がある。とても優秀だった、先代の女王の姉と比較されてきたことで、凶華を敵視し、殺そうとしていたが、和解して後は危険を冒してまで凶華に忠告を与える等、非常に親しくなった。自分の名前に相当な誇りを持っており、馬鹿にされると怒る。幼い口調に比例する精神年齢を持つが大変な努力家で、偉大すぎる姉より劣るもののとても有能な政治家である。憑依されるとうさぎの耳と尻尾が生える。
スィーア＝レクレスネス
声 - 武虎
オデッサの家臣で、役職は魔界王族教育係係長。平たく言うと教育係。男性。真面目で主に対する忠誠心は高い。その忠誠心のほどは、オデッサと凶華の対決を止めようとしたことから判る。オデッサのわがままに振り回されているため、同じような境遇の凰火とは気が合う。憑依されると犬の耳と尻尾が生える。
ヴァネッサ＝エルドラゴン
声 - 藤村歩
先代の魔界の女王でSYGNUSSの体にとり憑いている魔族（記憶は同胞の魔族によって封印されており、凶華という別の人格が宿っている）。名前には「宵闇と白き炎」という意味がある。魔界史上最高にして最初の政治家で、とてつもない精神力を有する。魔族の敵を追放し、確固たる社会の基盤を築くなど、その功績は数え切れないほどあるらしい。
番外編『ヴァネッサ=エルの純情』に登場。このエピソードの後、体を得て戸籍も取得し、凶華と分離した別人格として中学校に通っているという裏設定が存在する。
サジタリウス
平塚雷蝶の分身であり腹心である強力な魔族。表向きは正夢町の十二星座の「射手座」として行動しており、正体不明の性悪な占い師として他の十二星座や住民から忌避されている。雷蝶のため正夢館を拠点に人々の夢を集め、それをエサに魔族を増やし育てていた。
マリッサ=ルリポックル
オデッサ直属の高位の魔族。有能だがロリコンで魔法少女ものが好きなオタクであり、同じ趣味の魔族と共謀して優歌や椿姫に魔法少女のようなことをさせ、オデッサに消滅寸前までお仕置きされた。優歌にはなかなか名前を覚えてもらえず、ロリパックンやラッパピクルスなどと呼ばれた。

### 地下帝国シャングリラ
キューピー＝ドゥー
声 - 矢作紗友里
帝国で旅芸人と呼ばれるうちの1人。18歳。凶華を非常に尊敬しており、凰火を「自分達から我が主（バッカー）キョウキァを奪った不埒な異教徒」とし、憎んでいる。また、地下帝国の人間だが凶華を尊敬していないバルトロを快く思っていない。蜜色の刺青が施されている肌で、いわゆるふんどしのような衣装で、とても薄着。赤ちゃんのような「〜でちた」「〜でちゅ」などの言葉を使う。
実はバルトロ（＝閻禍）と朝夜の娘。母親の影響か、身体の成長はかなり緩やかなものであったらしい。
バルトロ＝ダンデメオン
本名：閻禍。凶華が地下帝国にいたときの世話役。凶華によれば「万の言葉を尽くしても語れぬほどの醜男」。実際には口元に大きな傷があるだけで特別に醜いわけではないが、幼少期に親から与えられたトラウマから、自身を醜悪な化け物と思い込んでしまっている。キューピーと同じく地下帝国の人間だが、彼女のことを主君としてよりも自分の子どものように感じており、「逆キョウキァどんぶり」（キョウキァの嫌いな食べ物を集めたどんぶり）を食べさせるなど、彼女をいじめるのが趣味のような面がある。幼かった凶華の教育係でもあり、凶華からは苦手に思われている。世界会議直後、<紅茶（赤髭）>を殺害した。
『閻禍の子供』に関する記述ならびに、『なごやか家族作戦』は彼の計画によるもの。自身の出生や千年間世界にはびこる不平等や悪意を見てきたことで、「争いのない平和な世界」を作ることを決意し、平塚 雷蝶と手を組んだ。

### 帝架関連
マダラ
声 - 井上麻里奈
「褐色皇帝」のもう一匹の生き残り。その能力もあり、獣化事件の後に動物大使館の館長となる。とある理由によりかつらを被って雄の振りをしていたが、雌のライオンである。色素に障害を持つため、真っ白な体をしている。それが原因で谷から突き落とされ、皇帝一族を追放された。この時、体中のいたるところに大きな傷痕ができる。「マダラ」という名前は、白い肌に傷で斑になっていることを皮肉って自分でつけたもの。帝架の命を幼いときに救い、生きていくためのさまざまな知恵を授けた。帝架に思いを寄せている。本人はナチュラルに忘れ去られていないかどうか、とても不安らしい。アニメ第7話でひっそりと登場していたが、第16話から正式に登場。ちなみにかつらの正体は鳥の「ハクシャク」。

### 雹霞関連
鷹縁 切子（たかなし きりこ）
声 - 西野陽子
ゲボックと雹霞が再会した時の戦闘に巻き込まれたことで、雹霞と知り合った少女。パン屋をやっている父とパチンコ屋で働いている母の冷え切った関係を修復させようとしていた。雹霞の暴走の原因となった少女・結子の妹である。元々は雹霞に殺しをさせるための「生け贄」として生まれた少女であるのだが、たまたま姉の結子と入れ替わっていたため、殺されるのをまぬがれた。現在は町を出て一人旅中。雹霞とは恋人同士となり、度々コンタクトを取っているようで雹霞がいくつか手紙を持っている。アニメ第19話では旅館で働いていたが、ドジデビルによって旅館が損壊してしまった為に三億五千万の借金ができてしまった（その金額を見た彼女は「はは…あかん、もう死んだ…」とつぶやき、予言された死者が彼女であったことが判明した）。
鷹縁 結子（たかなし ゆいこ）
切子の姉。切子とは瓜二つの外見だが双子ではない。切子と度々入れ替わりをしていた。入れ替わりの際に実験をされてしまい、棺桶に閉じ込められた状態で、研究員に射撃訓練だと騙された雹霞によって射殺された。研究所の生物兵器たちとは仲が良く、いつも小公女ごっこをやっていたらしい。

#### 研究者
去渡 去彦（さるわたり いぬひこ）
声 - 田中完
雹霞を開発した関係者の1人。猿のような顔立ちをしており、それが人生においての最大のコンプレックスとなっている。コンプレックスを克服すべく、幼い頃より勉学に励んでいた。鳥哭島の空に浮かぶ城で病気により死亡する（アニメ版では病気にかかっているものの、城内の瓦礫が降ってきて死亡している）。非人道な実験を雹霞に強要する他の2人に対し、雹霞をかばったりするなど情に深い面も見せた。自分が開発した白猿軍団を使役していたが彼の死亡後、その猿たちは凶華人民共和国の国民となった（つまり事実上、現在の主人は国王であるピエール）。
Dr.ゲボック（ドクター ゲボック）
声 - 川田紳司
本名：ゲボック＝ギャクサッツ。雹霞を開発した関係者の1人。天才と呼ばれ、その頭の良さから、核爆弾と同レベルの危険とされ、Mr.核爆弾とも言われる。そのため、現代科学で不可能とされていることを平然とやってのける。だが精神年齢が低く、科学に携わるのも人に褒めてもらうためであり、そのためならどんなこともする狂気科学者（マッドサイエンティスト）である。雹霞の暴走で一度死んだが、「科学的に」生き返ったらしい。身体の7割近くが機械で出来ており、頭には機械のようなヘルメットを被っていて、右手はドリル、左手はペンチになっている。その後も数度死亡しているようだが、超科学で復活している模様（「小生が何の準備もしていないわけがない」らしい）。ヘルとは幼馴染で、よくいじめられていたため彼女をひどく恐れている。歩く核爆弾（Dr.アトミックボム）という異名を持つ。最近は凰火にも恐れを持っているが、その理由はゲボック曰く「ヘルちゃんの子だから」。凰火は家族のためには残虐行為もやってのける面があるため、雹霞を実験台にしようとする彼をいつも殺そうとしているからである。最近は正夢町のオカマバー「ビルゴ」にいることが多い。「来るべき災厄」の際、正夢町を襲った火災の復興作業を無償で非常に手際よく行ったということで、正夢町の住人には英雄と称えられており、「ビルゴ」の松の間には本人の希望で保育園のような部屋を作ってもらった。単純なもの同士ミルカトピと大変気が合う。凶華には稀に「下僕博士」と呼ばれる。
Dr.ヘル（ドクター ヘル）
声 - 川澄綾子
本名：ヘル・シーノウ。雹霞を開発した関係者の1人。デカメロンの開発者でもある。凰火が知紅らと出会う前の育ての親で、彼の戦闘能力は彼女のスパルタ教育による所が大きい。ゲボックとは幼馴染で、彼をいじめていたらしい。作者は「複雑なツンデレ」と評している。現在はもう死んでいるため、肉体は失ったがデカメロンのなかに記憶と精神を移植し、個を保っている。原作第9巻では凰火の育ての親として凶華と嫁姑戦争をし、以後凶華の苦手な存在となっている。
蟹名（かにな）
尋常人工生命開発研究所で去渡博士の助手をしていた研究員。博士の遺言で研究所跡を訪れ、そこで起きた事件の後は生物兵器たちのメンテナンスを担当している。痩せぎすで極度のヘビースモーカーな青年。

#### 生物兵器
デカメロン
声 - 石川英郎
ヘルが作った諜報特化型生物兵器。雹霞に似た姿をしているが緑色で、赤い複眼があり、カマキリに酷似している。本当の名前はマンティスだが、凶華が付けたデカメロン（刑事（デカ）+メロン）という名前が定着し、本名はあまり認識されていない（原作9巻では、優歌は完全にデカメロンの名前で認識していることが発覚した）。自分でもデカメロンと名乗ってしまったことがある。雹霞のことを「兄さん」と呼ぶ。諜報特化であるため戦闘能力は雹霞に劣るが、体を液状に変形させて行動することができ、他人そっくりな姿になることもできる。アニメ第7話でマダラ同様ひっそりと登場していたが、第13話から正式に登場。
白の七番改（しろのななばんかい）
去渡博士が鳥哭島で作り出した白い猿の姿の生物兵器。多数存在し、仲間同士念波で会話が出来る。頭はあまり良くないが、去渡博士を慕っている。
ラビニア
身長2メートルの筋骨隆々で凶悪な顔つきの白い大猿の生物兵器。正式名称は「白の八番」で精神構造的には女性。「白」の名がつく生物兵器を統率する役目を持つことから「女王」とも呼ばれ、強力な念波によって他の生物兵器を洗脳することもできる。プライドが高くわがままな性格で、研究所では事ある毎に雹霞につっかかっていた。ラビニアと後述のアーメンガード、ロッティ、ベッキーの名前は鷹縁結子によって小公女のキャラクターから名付けられた。
アーメンガード
八本足で丸い体に単眼が付いている生物兵器。正式名称は「青の零番」。情報保存用に作られた試作機で、その内部は強力なプロテクトがかかっている。
ロッティ
戦闘用の生物兵器。両腕に単分子カッターを装備し小柄で単眼。素早い動きと変幻自在の剣技による接近戦を得意とする。無邪気な幼い女の子のような言動をする。
ベッキー
要人の警護や世話を目的とする生物兵器。敵の攻撃を防ぐ障壁を作り出すことができる。正式名称は「灰の七番」。メイドを自称しメイド服を着ている。
ボギークイーン
「来るべき災厄」以降にDr.ゲボックによって作られた生物兵器。全身真っ白で女性的な滑らかな体形。背中には翼が生え、顔には縦に一本亀裂があるだけで目などは無い。無数の微小な「強欲王の杭」のレプリカで全身が覆われているためあらゆる攻撃を受け付けず、杭が吸収したエネルギーを顔の亀裂から放つ「ホワイトホール・ウインク」という技を持つ。雹霞をお兄様と呼び、「〜ですわ」口調で喋る。最強を自任し、他者を見下した高慢な言動をする。

### 銀夏関連
ドリンダ
声 - 甲斐田ゆき
歓楽街「正夢町」にある銀夏が働くオカマバー「ビルゴ」のママにして町の顔役。ドリンダは源氏名で本名は早乙女拳銃郎（さおとめ けんじゅうろう）。2メートルの長身の持ち主で、殺し屋のようなドレッドヘアとチャイナドレスといういでたち。半獣化した人間を投げ飛ばすほどに強い。怒ると怖いが、ミルカトピら訳有りの人物を雇う度量の持ち主で、実は涙もろい。かつて帝都では死神二番、竜骨寺冬騎と並び称されたほどの強者。
ミルカトピ
声 - 下屋則子
出稼ぎのために大日本帝国にやって来た、「神聖合衆国」出身の妖怪少女。猫耳と尻尾を持っており、大人びた体格の持ち主。1人称は「猫」。紆余曲折の末、自分を拾ってくれた林道とともにオカマバー「ビルゴ」で働くことになる。林道を「お兄ちゃん」と呼んで慕っており、周囲から2人は恋人同士と認識されていたが、無事に林道と結婚した。
桂 林道（かつら りんどう）
声 - 日野聡
猫に変身していたミルカトピを拾った青年。ミルカトピのことを猫と呼んでいる。本人はいたって普通な人物だが、若々しい外見の義母、血の繋がらない妹、隣に住む幼馴染、長期出張中の父親という家庭環境から、まるでラブコメやギャルゲーの主人公のようだと評されるほど。かつては無断で大学に潜り込んでいたが、紆余曲折の末にミルカトピとともにオカマバー「ビルゴ」で働くことになる。乱崎家に入る前の銀一（銀夏）の隣に住んでおり、家族作戦に加わる前のキョウキァ（凶華）と出会っている。
神楽＝フレデリック（かぐら＝フレデリック）
かつてドリンダ（=拳銃郎）の助手・一番弟子を名乗っていた人物で、金髪碧眼。男性のふりをしていたが実は女性。後に拳銃郎に告白し結婚を申し込むが、既にオカマであることを拳銃郎にカミングアウトされ、平手打ちした後仲直りができていない。
湿沢つぶら（しめさわ つぶら）
正夢町で「屍体処理屋」をしている年若い女性。芸術家を志していたが、「調教! SENNNO学習塾」に入塾してしまい、偽札作りの技術をたたき込まれてしまい（処理した屍体の顔が全て「一万円札の肖像画」になってしまうほど洗脳されている）夢が潰える。その後逃げだし、正夢町を徘徊していたところをMs.フレディに拾われる。思ったことを、俳句になっていない俳句で表現するクセがある。Mr.ジェイソンいわく、「愛のある」屍体処理をする。
Mr.ジェイソン（ミスター ジェイソン）
ホッケーマスクを被った、巨体の大男。正夢町で一番の屍体処理屋を営んでいるが、その正体は正夢町を支配する顔役の一人『獅子座』。屍体処理屋と兼業で殺し屋もしている。外見に反して温厚な面を持ち、実はたまねぎが嫌い。既婚者であり、妻は優歌の担任である灰谷羊子。
Ms.フレディ（ミス フレディ）
Mr.ジェイソンの助手をしている女性。赤と緑の横縞のセーターに茶色い帽子、両手に金属爪をつけていて、Mr.ジェイソンにその爪で容赦のないつっこみをする。会話中、「です」の部分が「デス」と意味ありげにカタカナになる。
ミミック
「ビルゴ」で飼われている犬（ダルメシアン）。当然人間の言葉を話すことはできないが、内心の一人称は「ぼく」。つぶらに懐いているが、それは「いい匂い」がするからで、その元はつぶらから発せられる血とか肉とか骨とかのにおいである。人柄にも惹かれ、恋人みたいになりたいと思っているが、実はメス。
黄桜 乱命（きざくら らんめい）
極道の黄桜の一族の一人。頭に角が生えている。何度も誰かに命を狙われている（二十数回）が、絶対に死なない。そのため、やくざ達には「死なない少女」と呼ばれていた。また、海賊以上に酒に強い。
原作中盤まで平塚雷蝶が乗り移っていたが、実際は凶華（ヴァネッサ）の力をもってしても操れないほど強力な魔族。しかし魔族に取り憑かれる前も取り憑かれた後も乱命の意志は一貫しており、魔族の意志は表に出ていない。
1000年前に月香によって再構築された者の内の1人で、再構築される前の村では『泣き虫』と呼ばれていた。
世界会議の後、平塚雷蝶から解放された乱命は、黄桜の正義の下に悪の理想郷『鬼ヶ島』を作り上げる。『鬼ヶ島』での騒動の後に乱崎家の娘・乱華となる。

### 私立五重必殺学園
桃草 愛智（ももくさ あいち）
声 - 水沢史絵
五重必殺学園在籍の女子高生。学園の番長だったが千花に敗れたことにより、番長の座を譲り彼女の子分になる。黄桜組の傘下にある桃草組の組長の娘。古き良き不良の格好（釘バット・長いスカート・時代錯誤のパンチパーマ）をしていて、柄は悪いが情に厚い。男性が苦手。
罪木 静（つみき しずか）
声 - 五十嵐裕美
五重必殺学園在籍の女子高生。自称「千花の舎弟」。冷静な性格だが、動物を異常なまでに好む（「動物好きは人間嫌いの裏返し」）。「世界七大動物園」でアルバイトをしている。元桃草組組員の多加墓真倉はアルバイト先の同僚で、獣化事件以来結構いい仲らしい（動物園でデートをしている）。
山口 聖（やまぐち ひじり）
声 - 寿美菜子
五重必殺学園在籍の女子高生。自称「千花の舎弟」。静とは双子のように似ている。弟の清を溺愛していて、彼と結婚することが夢。カレンダーには清のスケジュールが隙間なく書き込まれている。彼女の父親は千花の過去と関係があるとみられる（具体的にはビタミンCと千花が呼んでいた人物）。
恋町 麻衣子（こいまち まいこ）
五重必殺学園在籍の女子高生。小学生のような小柄な体型で、頭の上でまとめた髪が竜巻のようにぐるぐるしている。千花を溺愛しており、乱崎家に「千花は同性愛者」という疑惑を植え付けた張本人。実は、空骨町に結界を張って化け物たちが外に出ないようにしている「ハートの女王」と人間の男性との間に生まれたハーフ。半分人外なので、半獣事件でも半獣にならなかった。初登場時は人外故の怪力で問題を起こしていたが、今は自分で抑制できるようになっている。またハートの女王との特訓によりある程度の空間や物体を制御できるようになった。
毬原 万里（まりはら まり）
五重必殺学園在籍の女子高生。千花のことを「お姉様」や「番長」と呼ばない数少ない生徒の1人であり、よく「乱崎」を「ランザキ」と読み間違える。他の4人（桃草、罪木、山口、恋町）と比較すると、千花とはそれほど仲が良くないほうであったが、銀夏との恋愛相談を受けたこともあり、後に同じクラスになる、アニメ14話に登場している。

### 私立ケルベロス小学校
山口 清（やまぐち きよし）
優歌の同級生で聖の弟。かつては優歌をいじめていた1人だったが現在はそのことを悔やんでおり、それまでとは一転して優歌に好意を持っているようである。凰火や帝架からは名前を間違われやすく、優歌からも「山本くん」などと間違って呼ばれることが多い。
灰谷 羊子（はいたに ようこ）
声 - 小野涼子
優歌の担任の先生。既婚者。頼りなく、自分に自信がない。いつも失敗ばかりしている。暗く、いじいじした性格。生徒からも「羊子ちゃん」と言われ、からかわれている。優歌が行方不明になった時も、パニックを起こし、自殺しかけたことがある。彼女の夫は『獅子座』（=Mr.ジェイソン）。

### 月香関連
SYGNUSS（シグナス）
凶華（の精神であるヴァネッサ）が憑依している肉体の本来の持ち主。本人は月香の妹を名乗り月香も彼女を妹と呼んでいるが、実際は月香が自ら命を絶つために切り離した「生命を操る機能」に自我が芽生えた存在。SYGNUSSの名は、自死という「至愚を成す」という誕生のきっかけにちなんだもの。本来の機能でもある、他者から生気を吸い取る能力を持つ。また、吸い取った生気を別のものに与えることもできる。1000年前月香に肉体を蘇生されたものとその子孫はこの能力に耐性を持つが、子孫のすべてというわけではない（実際に、死神三番である知紅は生き延びたがその家族は死亡している）。
1000年前の悲劇から人間（主に大日本帝国の人間）を憎んでいるが現在では余りそういった面は目立たず、本来の素直で真面目で努力家な性格のためか、むしろ乱崎家の面々からは「ナス子」さんと呼ばれて家族のアイドルと化している。家族に慕われていることに対する凶華の嫉妬やよく似合うという理由から、「来るべき災厄」後の登場の度に可愛らしいコスプレをさせられている。
強欲王（ごうよくおう）
声 - 関智一
閻禍の残したもう1つの予言にあった「来るべき災厄」。その正体は、1000年前に月香に恋をした宇宙の神（管理人）。自分の理想とすることが現実に叶ってしまうほどの力を持ち、その強大な力は地球に騒動を招いてしまう。しかし彼自身は平和主義者で腰が低い純朴な人物であり、自分の悩みをまじめに聴いてくれた正夢町の面々と友情を築く。
アニメではコミカルさに拍車がかかっており、少しおっちょこちょいである。なお登場時は複数の矢のような棒が刺さった拘束具を纏って登場。これは地球を滅ぼしかねない自身の力をスポイルするものであり、全ての矢が抜けると解放されてしまうが、誤解した自衛隊の攻撃を受けて矢のほとんどが抜けてしまう。
OASIS（オアシス）
声 - 水樹奈々
強欲王が地球に来るのに便乗してやってきた宇宙人。外見は一本の長い三つ編みをした少女であり、その先端に第3の眼がある。「海」という惑星の出身で、全ての生命が水に溶け合っている「海」では珍しい自我を持った存在。「恋」とは何かという気持ちに悩み、まだ見ぬ恋の相手を探すために地球に降り立った。地球に来て最初に出会った凰火に懐き、恋をするが、振られる。地球にやって来たことで、故郷では知りえなかった「個人」というものの素晴らしさや悲しさを学んでいく。「来るべき災厄」の騒動の後、強欲王とともに宇宙のどこかで漂流していたが、いつの間にか地球に帰ってきては、ちょくちょく姿を現す。

### 姫宮
不解宮 ミリオン（わからずのみや ミリオン）
声 - 生天目仁美
世界一の大富豪・不解宮家の当主代理で当主の妻。傀儡后とも呼ばれる。外見は「ウェディングケーキのような」と形容される宝石や貴金属で飾り立てた豪華な衣装を纏った、金髪縦ロールの麗人。本名は姫宮百万子（ひめみや もよこ）といい、元は不解宮の分家筋の姫宮の娘で、千花や優歌の実の姉。千花が生まれるまで「孤独人形」として母親（姫宮兆子）の苛烈な虐待に遭っており、そのせいで心が壊れ感情が欠落して人形になってしまった。姫宮で唯一人を傷つけない存在だったがゆえに、千花（千子）が恐れて殺そうとしたまでの人物。良くも悪くも無邪気な印象の人物で、楽しいことが大好き。
雷蝶のスポンサーであり、友達であり、蜘蛛の主でもある。雷蝶の別人格である黄桜乱命とも旧知の仲。
「世界会議」開催にあたり、不解宮の宿願である世界平和を成し遂げるため自ら囮となって罠を張り、命と引き換えに紅茶の陰謀を暴いた。
姫宮 兆子（ひめみや ちょうこ）
千花や優歌たちの実母。『いっさつめ』時点で故人。髪は燃え盛る炎のように真っ赤で気性は非常に激しく、「殺すぞ」が口癖。若い頃は酒門や拳銃郎（後のドリンダ）とつるんで暴走族のようなことをしていた。酒門とは恋仲であったが結局結ばれることはなかった。
姫宮 否七（ひめみや ひなな）
千花と優歌の実兄でミリオン（百与子）の弟。姫宮崩壊後は祖母と共に寺で暮らしていた。特技は人形作りで、妹たちのことも自分の人形のようなものと思っている。

### 極道
黄桜 酒門（きざくら しゃもん）
黄桜組組長で銀夏の実父。声は高く髪は長めで中性的な顔立ちの人物。汚いものや醜いものが嫌いで、極道のことも内心では嫌っている。若い頃は泣き虫だったらしいが、現在は目的のためなら息子や旧友も利用し切り捨てる非情さを持つ。
桃草 鉄男（ももくさ てつお）
声 - 間宮康弘
桃草組組長。愛智の父親であり娘を溺愛している。中年太りだが貫禄と威圧感のある強面の男。義理人情に厚く動物好き。
多加墓 真倉（たかはか まくら）
声 - 保村真
桃草組の組員。怪我で眼に障害を負い、常にサングラスをしている。障害を負った自分を見捨てなかった組長に恩義を感じており、組や組長・愛智のためなら命を捨てることも厭わない。静とは獣化事件で親しくなり、後に恋人同士になった。

### 九龍商店街
竜骨寺 柊雨（りゅうこつじ しゅう）
声 - 皆川純子
九龍商店街で「謝々飯店」という中華料理屋を営む少年。性格は温和だが、父の手で暗殺者として育てられたため高い身体能力を持つ。彼の料理を食べた客が必ず倒れる事に苦悩していたが、母のレシピ通りにつくった料理が美味すぎる事が原因と判明し、狂乱家族の“宴”により解決。怒ると椿姫でさえ恐怖するほど怖い。
竜骨寺 椿姫（りゅうこつじ つばき）
声 - 清水愛
柊雨の妹。優歌の同級生でもある。兄同様暗殺者として育てられ、様々な毒物の扱いに詳しい不気味な雰囲気の少女。しかし内面は兄を慕っていて、年相応の弱さや未熟さも持つ。毒針を使うのが得意らしい。
竜骨寺 冬騎（りゅうこつじ とうき）
声 - 山口太郎
柊雨と椿姫の父。2人を暗殺者として育てた。ある誤解から妻の春風を憎んでいた。
竜骨寺 春風（りゅうこつじ はるかぜ）
声 - 高森奈緒
柊雨と椿姫の母。元々体が弱く、既に亡くなっている。「謝々飯店」の先代店長で、レシピも彼女がのこしたもの。実際はとても愛情深い人物であったことがうかがえる。
浮月 証歩（ふづき しょうぶ）
九龍商店街で朝鮮料理屋を営んでいた少女。亡くなった両親が残した店を学校に行きながら1人で切り盛りしていたが、何らかの理由で店舗兼住居が全壊し、行くあてが無くなったところを柊雨に声をかけられ、謝々飯店で住み込みで働くことになる。非常に口が悪い上に気が強く素直でない性格。椿姫とは当初仲が険悪だったが、次第に互いを家族のように大事に思うようになる。

### 空骨町
ハートの女王（ハートのじょおう）
麻衣子の母親。空骨町の管理者的存在。「不思議の国」という洋服専門店の店主でもある。喋るのが苦手なのか、とぎれとぎれに話す。自己評価は低いがかなりの魔力の持ち主であり、空間や物体を制御する能力を持っている。娘の恋町麻衣子にはとても甘い。
エンジェル・ウィッチーズ
空骨町の魔女が結成したアイドルグループ。メンバーはリーシャ=マーリン、カミラ、アンナ、ミズキの4人。リーシャは美少女だが他3人の見た目は鉤鼻などステレオタイプの魔女で、リーシャだけ人気が出てソロ活動をしている。しかし魔女としてはリーシャはまだ未熟で、他3人のほうがはるかに優れている。

### 1000年前の人物
月ノ輪以外は月香の地球衝突に巻き込まれて一旦死亡し、直後に再構築されて復活した。その副作用により不老となったが、不死ではなく病なども治っていない。
閻禍（えんか）
月香とSYGNUSSの1000年前の「家族」の1人。鬼の仮面を着けた青年。職業は大日本帝国軍の内部監査官。戦闘能力は高く、監査官になる前は兵士としていくつも武功をあげ「死神」の異名で呼ばれるようになったが、本人はその呼び名をひどく嫌っている。大日本帝国にいたころは世の中金がすべてだと思っていたが、泪雨夜や朝夜とすごすうちに「家族」というものを大切に思うようになる。しかし、後にその「家族」を裏切ることになり、泪雨夜はそのことで恨みを抱き、優歌を使って怨念を晴らそうとしたこともある。バルトロと同一人物である。
泪雨夜（るうや）
月香とSYGNUSSの1000年前の「家族」の1人。朝夜の妹。黒髪に褐色の肌、尖った耳、瞳と同じ色の真っ赤な刺青がある。いつもむっつりで、落ち着いた性格。閻禍とはしょっちゅう喧嘩をしていた。「人間」を恨んでいる。朝夜と自分以外は全て敵だと思っていて、最初は「家族」を作ることに反抗的だった。現代において「家族を憎むもの」を自称し、乱崎家にトラブルを起こす。口癖は「ええ」。胸が小さいらしい。母親から受け継いだ不治の病を抱えていて、その病が元で死んだ。その生命は月香が保存している。
朝夜（あさや）
月香とSYGNUSSの1000年前の「家族」の1人。泪雨夜の姉。刺青が青であること以外は泪雨夜とそっくりな外見をしている。泪雨夜のことを大切に思っている。村での巫女としての教育により、月香 (WARAVE) を神だと思っている。そのため、泪雨夜よりも信仰心が篤い。泪雨夜とは正反対でよく笑う性格。故郷では男嫌いで有名だったらしい。閻禍と結婚していて、女の子供も1人いた。
不解宮（わからずのみや）
大日本帝国第一皇女。戦争を止める方法を探して身分を隠し一兵士として最前線にいた。帝国に帰還後は皇帝になるがクーデターによって失脚し、その後は不解宮財閥を世界経済を牛耳るまでに育て上げ、その力で世界平和を成し遂げようとした。髪は猫っ毛で鼻にそばかすが浮いた平凡な容姿の小柄な少女。長い間人前には全く姿を見せていなかった。まじめで清廉な人物だがその考え方は理想主義的な面もある。
赤髭（あかひげ）
1000年前に閻禍や不解宮が所属していた部隊の隊長。赤髭はあだ名で本名は不明。肥満体でドジョウのような赤い髭を生やした中年男。自分の欲望に忠実で、武器の横流しなどで私腹を肥やしていた。後の「紅茶」である。
月ノ輪（つきノわ）
泪雨夜が『楽園』で出会った動物の子供。泪雨夜は猫だと思っていたが実際はライオン。月香に再構築された両親が『楽園』で出会い生まれた。帝架の祖先。

### その他
桜井 ちえり（さくらい ちえり）
声 - 中原麻衣
桜井旅行会社の社長令嬢かつ支店長代理。初登場時は渡陰木に呪術で操られていた部下たちの嫌がらせをうけていたが、凶華の宴のおかげで普通の日常に戻る。普通をこよなく愛し、狂乱家族と出会うのを嫌う。
渡陰木 呪禁（どいんき じゅごん）
声 - 樫井笙人
ちえりの上司の支店長だった男。眼鏡をかけ髪の薄い中年。いずれ社長になるちえりに嫉妬し、通信教育で習った呪術で彼女を呪うが乱崎家の介入により逮捕される。しかし獣化事件の混乱に紛れて脱獄し、ちえりと乱崎家への復讐を企んだ。
ムジャッキー・サーペント
声 - 釘宮理恵
紫骸骨海賊団の頭領で、見た目は小学生くらいの少女で、名前の通り無邪気な性格。当初は海賊とは思えないような平和主義者（漁業で生計を立てる海賊を目指していた）だったが、凶華の余計な一言により父のような凶悪な海賊と化してしまった。とはいえ、無邪気な部分は変わらず。
ド＝ゴーン
声 - 三宅健太
生前のグラワルドの右腕と評される海賊だったが、彼の死亡直後に手のひらをひっくり返して離反。しかし、それはムジャッキーの父の遺言に従い、立派な海賊にするためにした芝居だと判明。ゴムゴムの手など、変な技を持つ。ムジャッキーに放送禁止用語連発の恥ずかしい秘密を言われて逆切れした。
グラワルド＝サーペント
声 - 西村知道
ムジャッキーの父。故人。凶悪な大海賊だったという。世界に各地に宝を隠しているらしい。
ドジデビル
声 - 千葉千恵巳
落ちこぼれの悪魔。悪魔のわりには涙もろく、同情をしたりなど変わった性格。
その名の通りドジばかり踏んでいたため、魔王の座で罰掃除をさせられることが多かったという。ある日、魔王の座の鏡である温泉で誰かが死ぬという情報を聞き、それを殺すために乱崎家が世話になる旅館『熊殺シ温泉』へとやってきた。トイレで優歌が過去に受けた虐待の傷を泣いているのを見て優歌であると知る（後に実は自分だったと認識する）。しかし、上記の性格が故に、彼女を殺すのをためらう。時限爆弾で乱崎家を優歌と一緒に殺すことにしたが、家族の仲の良さに同情。結局殺せずに、爆弾を回収しようとするがその時に気絶。その後は乱崎家に保護され優歌の言葉により和解したが、翌日、殺すのに失敗したときに余分に仕掛けていた爆弾で、ミケランジェロと共にどこかへ飛んでいった。
ミケランジェロ
声 - 岩田光央
ドジデビルの使い魔。ナマケモノ。しっかりものでドジデビルのツッコミ役。彼女の卑怯なやり方で魂を取ろうとする発言には呆れている。
ちなみにドジデビルが彼を使い魔にした理由は「珍しいから」。
黒サンタ
声 - 神田朱未
サンタの子どもである少女。黒い格好をしている。本名は猩ヶ谷 黒恵（しょうがや くろえ）。
祖父であるサンタ（声 - 乃村健次）に反抗し、『気持ちの悪い吐き気のするもの』を配り歩く、自称『怖くて悪ぅいサンタ』。凶華のトラップにより乱崎家にとらえられ、『宴』に巻き込まれる。また、彼女は祖父であるサンタが、凶華に撃ち落とされた時には、かなり困惑していた。
クリスマスでないときは、サンタの金銭的収入源の一つである旅館『熊殺シ温泉』にて仕事をしている。しかしドジデビルが旅館を破壊してしまったため、祖父からお小遣いを減らされるなどの罰をくらってしまう。そのため彼女を非常に憎んでいる。

### 実在の人物
ピコリー
ファミ通文庫の日日日担当編集者。本名K。日日日が第1巻のあとがきにて「ピコリー」のニックネームで登場させ、それ以来たびたびあとがきや巻末付録に登場する。
彼が同じく担当を務めていた佐々原史緒は、日日日の快諾の上で、自作『スイートホームスイート』に、このニックネームを元に「ピコリー」という名前のブラウニーを登場させている。このように周囲にも広まったためか、FB Online誌上に掲載される「編集部戯言日記」では彼自身が「ピコリー」という一人称を使っている。

## 用語
大日本帝国
過去に実在した大日本帝国や今日の日本ではない架空の国家。世界最大の国であり、強い影響力を持つ。帝都は昔、東京とよばれた場所に存在しているが東京ではない。歴史の点でも1000年前から軍事大国として存在していたりと、実際の日本とは多くの相違がある。日本列島を中心として、アフリカ大陸に位置する領土最西端草原地帯、通称サバンナから北アメリカ大陸までも支配する強大な国である。侵略によって領土を広げてきた歴史があるため、多くの国と敵対関係にあったり、憎まれていたりする。皇帝・国民議会によって国は運営されている。ただし現実の日本ではないものの、作中で実際に存在する人名や作品が登場することもある（『小公女』、『スティーブン・キング』、『シャイニング』、『金田一少年の事件簿』など）。
閻禍
1000年前に世界各地で暴れ回った、破壊神と呼ばれる存在。人間に滅ぼされるが、「1000年後に自分の子供が世界を滅ぼす」と予言を残した。どのような存在であったかは諸説あり詳細不明。
超常現象対策局
警察では処理しきれない超常現象に専門的に対処する、大日本帝国政務執行機関直属の組織。超常現象に関しては世界的なトップ組織ともいえる。
なごやか家族作戦
コード名は「code-Olympus」。閻禍の子供とおもわれる存在を全て虐殺する「code-Armageddon」に代わる作戦。厳一郎が推奨した「code-Olympus」とは閻禍の子供と思われる存在をすべて1カ所に集め家族として共同生活をしてもらい、閻禍の子供に家族の大切さを学んで人類虐殺を留めてもらうとすることにある。
魔族
肉体を持たない精神生命体。オデッサやスィーアらが自らの種族をこう呼んでおり、凶華の精神（ヴァネッサ）も魔族である。普段は魔界と呼ばれる現実と夢の境のような世界で生活している。生物・非生物にかかわらず憑依して操ることでしか魔界以外では暮らせない。その際、憑依されたものには獣耳や尻尾が生える。先代女王のヴァネッサが政治基盤などを整え、今代女王のオデッサの働きで、人間界の最高権力を持つ不解宮と同盟関係が結ばれた。
魔空間
魔族が充満している空間で、現実よりも夢に近いとされる。その空間を支配する魔族は、そこにいる者が逆らえないルールを設定したり魔法のような現象を起こしたりできる。
人外
魔女、ドラゴン、サンタ、悪魔、怪物、呪術師のような実際の日本では空想上の生き物とされるものたち。舞台となる世界では当然のように存在している。
死神
千の生物を殺すことで得られる称号。血で誓約書を書く。死神、死神二番、死神三番、死神四番と番号によって区別される。一番と三番は同じ血族ではあるが単なる偶然であり、死神の称号を得るためには死神の血族であるという必要はない。この称号は死神二番が定着させたものである。
紅茶
大日本帝国に仕える特殊な役柄の者に与えられる称号で、皇帝の直属。「あらゆる意味での国家の犬」と称される。
宴
乱崎家が何か問題にまきこまれた際に国家プロジェクトに携わる一家として与えられている権限をフルに活用し、家族全員で派手な騒ぎに発展させ最終的に良い方向に導く事が多い。これを乱崎家において（凶華命名）「宴」と呼んでいる。関係者であれば超常現象対策局局長などもこき使う。大抵凶華によって考え出され、凶華主導で行われる。
空骨町
大日本帝国が人外を隔離するために作った、出島のように海に囲まれた町。ハートの女王が管理していて、逃げることができない。
正夢町
無法と悪徳の町。何物も拒まない懐の深い所でもある。「十二星座」と呼ばれる12人の顔役が支配している。
ビルゴ
ドリンダちゃんがオーナーのオカマバー。スペルはアニメでは「VIRGO」。銀夏・ミルカトピ・林道が働いている。林道曰く「まともな客が来ない店」。故に色々と物語の舞台にもなる。
正夢館
正夢町のほぼ中央に存在する古い洋館。内部は魔空間となっている。
正夢カジノ
正夢町全体が一つのカジノとなったもの。全体がドームに覆われ、内部構造は大幅に変化した上に全域が魔空間になっており、支配者である乱命によって様々なルールが設定されている。
鬼ヶ島
正夢カジノが大陸から切り離されて出来た浮島。内部の構造やルールは正夢カジノから更に変化している。
九龍商店街
乱崎家の近所の商店街。竜骨寺兄弟の中華料理屋「謝々飯店」や鷹縁切子のパン屋「ぱちんこ屋」などがある。凶華のせいで乱崎家はほとんどの飲食店で出入り禁止となっている。
神聖合衆国
人外が非常に多い国で、帝国に次ぐ世界第二位の国土、国力を有する。帝国の侵略に対抗するために小国家が集まってできた国家で、現在でも両国の関係は良くない。ミルカトピの故郷である。
中の龍国
竜骨寺兄弟の故郷。戦争を嫌って大日本帝国から独立した歴史がある。貧困がはびこり、泥棒などが多いらしい。
凶華人民共和国
凶華が独立させた国。国民は生物兵器、国土は鳥哭島。王はピエールこと西倉明。資源がないため、食料などは大日本帝国に頼っている。
南国同盟S.K.I.
神聖合衆国と同様の経緯で作られた国家で、合衆国と同盟を結んでいる。
地下帝国シャングリラ
凶華の故郷。その名の通り地下空間に存在する国家。秘密主義を貫いており、詳細はほとんど知られていない。
『楽園』
1000年前に月香が地球に衝突した際のクレーターに月香が手を加えて出来た地下空間。空間内に飛び散った月香の体の欠片の影響で、動植物の異常成長が各所で発生している。
不解宮財閥
世界最大の財閥。あらゆる業種に関わっていると言われており、経済においては絶対的な力を有する。
姫宮
大富豪の一族で千花と優歌の実家。あらゆる悪事を行い何でも利用して富を得てきたため「鬼の一族」と呼ばれ恐れられた。不解宮とも繋がりがある。
黄桜組
大日本帝国最大の極道組織で銀夏の実家。昔かたぎで汚い仕事には手を出さないとされる。かつては姫宮と関係が深かった。
桃草組
黄桜組傘下の極道。汚れ仕事を担当し「糞転がし」と呼ばれ蔑まれていた。
来るべき災厄
強大な宇宙人の地球襲来。閻禍が残した日記に予言されていたが、それを知る者はごく一部に限られていた。対策として都市の要塞化や生物兵器の開発などが行われた。
尋常人工生命開発研究所
「来るべき災厄」に対抗しうる生物兵器の開発を目的として20年ほど前に設立された研究所。雹霞が作られた場所である。所長のDr.ゲボックと副所長の去渡博士、それにDr.ヘルの3人の博士によって多くの生物兵器が作られたが、3年前に雹霞によって壊滅した。

## 時系列
| 年         | 月                                      | タイトル                                         |
| ---------- | --------------------------------------- | ------------------------------------------------ |
| 約千年前   | 約千年前                                | 九さつめ（閻禍伝説）                             |
| 約千年前   | 約千年前                                | 月ノ輪ファンタジア（番外そのはち）               |
| 約千年前   | 約千年前                                | 拾さつめ（閻禍伝説）                             |
| 約千年前   | 約千年前                                | 拾壱さつめ（閻禍伝説）                           |
| 2063年以前 | 2063年以前                              | ミルクシュガーキス（番外そのに）                 |
| 2063年以前 | 2063年以前                              | 二十六時に遊びにおいで（番外そのなな）           |
| 2063年以前 | 2063年以前                              | 赤ずきんちゃん狼がきたよ（番外そのはち）         |
| 2063年以前 | 2063年以前                              | 伍さつめ                                         |
| 2063年以前 | 2063年以前                              | 六さつめ                                         |
| 2063年     | 4月以前                                 | 月曜日に猫を拾う（番外そのいち）                 |
| 2063年     | 4 - 6月                                 | 壱さつめ                                         |
| 2063年     | 屍体処理屋のつぶらさん（番外そのなな）  |                                                  |
| 2063年     | 7月                                     | 旅行も呪いも計画的に♪（番外そのいち）            |
| 2063年     | 8月                                     | 弐さつめ                                         |
| 2063年     | 9月                                     | 無邪気海賊ムジャッキー（番外そのいち）           |
| 2063年     | 9月                                     | 参さつめ                                         |
| 2063年     | 9 - 10月                                | 四さつめ                                         |
| 2063年     | 10月                                    | ビタミンCの森（番外そのに）                      |
| 2063年     | 10月                                    | マイちゃん破壊魔伝説（番外そのに）               |
| 2063年     | 10月                                    | 伍さつめ                                         |
| 2063年     | 10 - 11月                               | 六さつめ                                         |
| 2063年     | 11月                                    | 熊殺シ温泉殺人事件（番外そのよん）               |
| 2063年     | 11月                                    | 七さつめ                                         |
| 2063年     | 11月                                    | 八さつめ                                         |
| 2063年     | 12月                                    | 九さつめ                                         |
| 2063年     | 12月                                    | その気がなくてもドジデビル（番外そのよん）       |
| 2063年     | 12月                                    | 黒サンタさんは夜眠れない（番外そのいち）         |
| 2063年     | 12月                                    | そばかす小公女（番外そのよん）                   |
| 2064年     | 2月                                     | 乙女心ラビリンス（番外そのに）                   |
| 2064年     | 2月                                     | 謝々! 暗殺中華!（番外そのさん）                  |
| 2064年     | 3月                                     | 雨宿りデカメロン（番外そのさん）                 |
| 2064年     | 3月                                     | チクタクワニに気をつけろ♪（番外そのさん）        |
| 2064年     | 3月                                     | 清くん完全育成計画★（番外そのろく）              |
| 2064年     | 3月                                     | とても可愛い女の子だから（番外そのろく）         |
| 2064年     | 3月                                     | 天魔伏滅★マジカル優歌の魔界大冒険（番外そのご）  |
| 2064年     | 3月                                     | 戦慄! 巫女巫女水族館（番外そのご）               |
| 2064年     | 3月                                     | サクラチラリズム（番外そのさん）                 |
| 2064年     | 4月                                     | 奥様は魔女っ子♪（すぺしゃる一巻）                |
| 2064年     | 4月                                     | 月ノ輪ファンタジア（番外そのはち）               |
| 2064年     | 4月                                     | 拾さつめ                                         |
| 2064年     | 4月                                     | 拾壱さつめ                                       |
| 2064年     | 4月                                     | 今夜だけシンデレラ（番外そのよん）               |
| 2064年     | 5月                                     | 姫宮否七の花いちもんめ（番外そのご）             |
| 2064年     | 5月                                     | プレイボール! 野球喫茶（番外そのご）             |
| 2064年     | ※                                       | 天罰覿面★プリティ椿姫の魔界大戦争（番外そのご）  |
| 2064年     | ※                                       | マイちゃん破壊魔帝国（番外そのろく）             |
| 2064年     | ※                                       | 羊さんの沈黙（番外そのなな）                     |
| 2064年     | ※                                       | あなたを月につれていくから（番外そのなな）       |
| 2064年     | 7月                                     | 拾弐さつめ                                       |
| 2064年     | 9月                                     | 拾参さつめ                                       |
| 2064年     | 賽も人生も投げられた!（番外そのきゅう） |                                                  |
| 2064年     | 暗黒少女領域（番外そのはち）            |                                                  |
| 2064年     | 12月                                    | 拾四さつめ                                       |
| 2064年     | 12月                                    | 拾伍さつめ                                       |
| 2073年前後 | 2073年前後                              | 狂乱家族だった、僕たちへ（番外そのきゅう）       |
| 2073年前後 | 2073年前後                              | オマケ! 番外の番外〜胡蝶の夢〜（番外そのきゅう） |

※ 「拾壱さつめ」と「拾弐さつめ」の間（4月末 - 7月中旬）に起こったエピソード。
以下は詳しい時期が不明のエピソード。
- 姫宮零子のかごめかごめ（番外そのご） - 「清くん完全育成計画★」以降
- 名犬ミミックと山羊座事件（番外そのなな） - 「八さつめ」以降「拾弐さつめ」以前
- OASISの逆襲（番外そのはち） - 「雨宿りデカメロン」以降

## 評価
口承文芸研究を行う飯倉義之は、「虐待」「虐殺」といったトラウマ要素が主人公たちを縛り続けることもなくひと泣きで解決してしまったり、敵役が悪事を働く動機が「誰にも理解してもらえず寂しい」というものばかりであるなど、物語としての完成度は高いとは言えない一方で、読者が求めているのは個性的なキャラクターたちが暴れ回るさまをコミカルなイラストとともに享受することであり、その点で言えば本作は完成度の高い娯楽作品となっていると評している。

## 既刊一覧

### 本編
- 日日日（著）・x6suke（イラスト）、エンターブレイン〈ファミ通文庫〉、全15巻
  - 『狂乱家族日記 壱さつめ』、2005年6月9日初版発行（6月1日発売[11]）、ISBN 4-7577-2290-7
  - 『狂乱家族日記 弐さつめ』、2005年8月11日初版発行（7月30日発売[12]）、ISBN 4-7577-2358-X
  - 『狂乱家族日記 参さつめ』、2005年10月12日初版発行（9月30日発売[13]）、ISBN 4-7577-2433-0
  - 『狂乱家族日記 四さつめ』、2006年3月10日初版発行（2月27日発売[14]）、ISBN 4-7577-2620-1
  - 『狂乱家族日記 伍さつめ』、2006年7月12日初版発行（6月30日発売[15]）、ISBN 4-7577-2827-1
  - 『狂乱家族日記 六さつめ』、2006年8月10日初版発行（7月29日発売[16]）、ISBN 4-7577-2868-9
  - 『狂乱家族日記 七さつめ』、2007年4月11日初版発行（3月30日発売[17]）、ISBN 978-4-7577-3420-3
  - 『狂乱家族日記 八さつめ』、2007年7月30日発売[18]、ISBN 978-4-7577-3633-7
  - 『狂乱家族日記 九さつめ』、2008年4月10日初版発行（3月29日発売[19]）、ISBN 978-4-7577-4132-4
  - 『狂乱家族日記 拾さつめ』、2008年8月11日初版発行（7月30日発売[20]）、ISBN 978-4-7577-4331-1
  - 『狂乱家族日記 拾壱さつめ』、2008年12月11日初版発行（11月29日発売[21]）、ISBN 978-4-7577-4517-9
  - 『狂乱家族日記 拾弐さつめ』、2009年12月11日初版発行（11月30日発売[22]）、ISBN 978-4-04-726140-2
  - 『狂乱家族日記 拾参さつめ』、2010年4月9日初版発行（3月29日発売[23]）、ISBN 978-4-04-726398-7
  - 『狂乱家族日記 拾四さつめ』、2010年11月11日初版発行（10月29日発売[24]）、ISBN 978-4-04-726818-0
  - 『狂乱家族日記 拾伍さつめ』、2011年4月11日初版発行（3月30日発売[25]）、ISBN 978-4-04-727131-9

### 短編集
- 日日日（著）・x6suke（イラスト）、エンターブレイン〈ファミ通文庫〉、全9巻
  - 『狂乱家族日記 番外そのいち』、22006年12月12日初版発行（11月30日発売[26]）、ISBN 4-7577-3032-2
  - 『狂乱家族日記 番外そのに』、22007年12月12日初版発行（11月30日発売[27]）、ISBN 978-4-7577-3854-6
  - 『狂乱家族日記 番外そのさん』、22008年5月9日初版発行（4月28日発売[28]）、ISBN 978-4-7577-4172-0
  - 『狂乱家族日記 番外そのよん』、22009年3月12日初版発行（2月28日発売[29]）、ISBN 978-4-7577-4705-0
  - 『狂乱家族日記 番外そのご』、22009年8月11日初版発行（7月30日発売[30]）、ISBN 978-4-7577-4983-2
  - 『狂乱家族日記 番外そのろく』、22010年3月11初版発行（2月27日発売[31]）、ISBN 978-4-04-726315-4
  - 『狂乱家族日記 番外そのなな』、22010年8月11日初版発行（7月30日発売[32]）、ISBN 978-4-04-726651-3
  - 『狂乱家族日記 番外そのはち』、22011年2月10日初版発行（1月29日発売[33]）、ISBN 978-4-04-727032-9
  - 『狂乱家族日記 番外そのきゅう』、22011年8月11日初版発行（7月30日発売[34]）、ISBN 978-4-04-727395-5

### 漫画
- 日日日（原作）・x6suke（キャラクター原案）・ヱシカ/ショーゴ（作画） 『狂乱家族日記』 エンターブレイン〈マジキューコミックス〉、全4巻
  1. 2008年8月25日発売[35]、ISBN 978-4-7577-4387-8
  2. 2009年2月25日発売[36]、ISBN 978-4-7577-4709-8
  3. 2009年9月18日発売[37]、ISBN 978-4-04-726035-1
  4. 2010年3月25日発売[38]、ISBN 978-4-04-726397-0

### 関連書籍
- 『FBSP vol.1 狂乱家族日記すぺしゃる』2007年2月9日初版発行（1月29日発売[39]）、ISBN 978-4-7577-3339-8
- 『FBSP vol.3 狂乱家族日記すぺしゃる』2008年3月12日初版発行（2月29日発売[40]）、ISBN 978-4-7577-4074-7
- 『コラボアンソロジー1 狂乱家族日記』2008年9月11日初版発行（8月30日発売[41]）、ISBN 978-4-7577-4372-4

## ドラマCD
- 2007年12月29 - 31日に開催されたコミックマーケット73での限定販売品で、ランティスから発売（LZM-2003）。サブタイトルは「優歌はじめてのコミックマーケット」。
- TVアニメ『狂乱家族日記』ドラマCD（2008年3月26日発売・LACA-5756） - コミケ限定販売の『優歌はじめてのコミックマーケット』に「凶華さまのありがたーいお言葉」と「キャストトーク」を新たに加え、BGMをアニメで使用したものに差し替えたもの。

## テレビアニメ
2008年4月より9月末もしくは10月までUHFアニメの形態で放映された。ファミ通文庫10周年プロジェクトの第1弾。

### スタッフ
- 原作 - 日日日[4]
- キャラクター原案 - x6suke[4]
- 監督 - 黒田やすひろ[4]
- シリーズ構成 - 池田眞美子[4]
- キャラクターデザイン・総作画監督 - 古賀誠
- 美術監督 - 館藤健一[4]
- 色彩設計 - 鎌田千賀子[4]
- 撮影監督 - 菅原徹[4]
- 編集 - 武宮むつみ[5]
- 音響監督 - 明田川仁[4]
- 音楽 - 菊谷知樹[5]
- プロデューサー - 永谷敬之[5]、鈴木健太[5]、松永裕一[5]、木戸健介[5]、里見哲朗[5]、小野達矢[5]
- 制作プロデューサー - 高江勇次
- アニメーション制作 - ノーマッド[4]
- 製作 - 超常現象対策局分室（バンダイビジュアル、エンターブレイン、ムービック、ランティス）[7]

### 主題歌
オープニングテーマ
「超妻賢母宣言」
作詞 - み〜こ / 作曲・編曲 - 柏森進 / 歌 - MOSAIC.WAV(2008年4月23日)
エンディングテーマ
「狂乱戦記 〜日常ノ神サマ〜」
作詞 - 畑亜貴 / 作曲 - 浅野実希 / 編曲 - 村井大 / 歌 - 乱崎凶華（藤村歩）(2008年5月14日)
「THE PITFALLS」
作詞 - 畑亜貴 / 作曲・編曲 - 松井望 / 歌 - 乱崎凰火（近藤孝行）(2008年5月21日)
「ヘンな神さま知ってるよ」
作詞 - 畑亜貴 / 作曲 - 伊藤真澄 / 編曲 - Ballet Mechanique / 歌 - 乱崎優歌（花澤香菜）(2008年5月28日)
「コードネイムはLady-X」
作詞 - 畑亜貴 / 作曲 - 福本公四郎 / 編曲 - 近藤昭雄 / 歌 - 乱崎銀夏（藤田圭宣）(2008年6月4日)
「ボクハ更新サレマシタ」
作詞 - 畑亜貴 / 作曲・編曲 - ツキダタダシ / 歌 - 乱崎雹霞（広橋涼）(2008年6月25日)
「あっぱれ変化じゃ。」
作詞 - 畑亜貴 / 作曲 - 福本公四郎 / 編曲 - 米田行弘 / 歌 - 乱崎月香（佐藤利奈）(2008年7月2日)
「世界で一番ヤバイ恋」
作詞 - 畑亜貴 / 作曲・編曲 - 橋本由香利 / 歌 - 乱崎千花（戸松遥）(2008年7月9日)
「我輩は守護獣である、か?」
作詞 - 畑亜貴 / 作曲・編曲 - 金井江右 / 歌 - 乱崎帝架（安元洋貴）(2008年7月16日)
- 「超妻賢母宣言」の終わり、「狂乱戦記 〜日常ノ神サマ〜」の始めには凶華の口上が挿入され毎週内容が変わる。なお、26話においては「超妻賢母宣言」は実質エンディングテーマとなったが、口上はきっちり挿入されている。
- エンディングテーマは8つの放送局（バンダイチャンネル配信分を除く）によって毎回使用されるものが変わる（第1話、第2話では同じ曲が使用された）。どの曲がどの放送局に割り振られるかは超!A&GでのWebラジオ『進め!狂乱電波日記』にて、毎回様々な方法を用いて決定していた。
- 「世界で一番ヤバイ恋」は千花の乱崎家参入に合わせて、第3話から使用されている。そのため第1・2話では「狂乱戦記 〜日常ノ神サマ〜」が2局で使用された。DVD初回限定版の狂乱モード（後述）にも、第1・2話に千花バージョンは存在しない。
- 「あっぱれ変化じゃ。」は、人間に変化した月香が初登場する第6話から若干バージョンが変わる（第6話以降は家族全員のシーンが早送りされ、その分変化した月香が鉄扇を振っているシーンが挿入される）。
- DVD初回限定版には「狂乱モード」という各話再生後にいずれかのエンディングがランダムで流れる機能が搭載されている（ただし、実際に放送されていない第1・2話の千花バージョンは、存在しないため流れない。第5話までの月香バージョンは人間に変化する前のもの。凶華の口上はその回に対応したものになる。通常版は凶華バージョンのみ収録）。通常再生では全て凶華の曲が使用され、前述の通り口上がその回によって変化する。なお、「狂乱モード」では次回予告が再生されない仕様になっている。

局別エンディングテーマ放送順
※バンダイチャンネル配信分のエンディングテーマは、26話をのぞいて凶華の曲が使用されている。
| 話数 | tvk          | TVQ 九州放送 | チバテレビ   | テレビ 新広島 | テレ玉       | 東海テレビ   | テレビ大阪   | AT-X         |
| ---- | ------------ | ------------ | ------------ | ------------- | ------------ | ------------ | ------------ | ------------ |
| 1    | 凶華         | 月香         | 優歌         | 帝架          | 雹霞         | 凶華         | 凰火         | 銀夏         |
| 2    | 凶華         | 月香         | 優歌         | 帝架          | 雹霞         | 凶華         | 凰火         | 銀夏         |
| 3    | 帝架         | 銀夏         | 月香         | 優歌          | 凶華         | 千花         | 雹霞         | 凰火         |
| 4    | 雹霞         | 千花         | 月香         | 銀夏          | 優歌         | 凰火         | 凶華         | 帝架         |
| 5    | 千花         | 雹霞         | 凶華         | 凰火          | 銀夏         | 帝架         | 月香         | 優歌         |
| 6    | 月香         | 凰火         | 帝架         | 千花          | 優歌         | 雹霞         | 銀夏         | 凶華         |
| 7    | 銀夏         | 凶華         | 雹霞         | 月香          | 凰火         | 優歌         | 帝架         | 千花         |
| 8    | 優歌         | 帝架         | 凰火         | 凶華          | 月香         | 銀夏         | 千花         | 雹霞         |
| 9    | 帝架         | 雹霞         | 千花         | 月香          | 優歌         | 凰火         | 凶華         | 銀夏         |
| 10   | 凰火         | 千花         | 銀夏         | 雹霞          | 帝架         | 月香         | 優歌         | 凶華         |
| 11   | 雹霞         | 優歌         | 凶華         | 銀夏          | 千花         | 帝架         | 凰火         | 月香         |
| 12   | 銀夏         | 月香         | 優歌         | 凰火          | 雹霞         | 凶華         | 千花         | 帝架         |
| 13   | 凶華         | 銀夏         | 雹霞         | 優歌          | 凰火         | 千花         | 月香         | 帝架         |
| 14   | 月香         | 凰火         | 帝架         | 千花          | 凶華         | 銀夏         | 優歌         | 雹霞         |
| 15   | 優歌         | 凶華         | 千花         | 帝架          | 銀夏         | 雹霞         | 月香         | 凰火         |
| 16   | 千花         | 帝架         | 凰火         | 凶華          | 月香         | 銀夏         | 雹霞         | 優歌         |
| 17   | 凰火         | 優歌         | 銀夏         | 雹霞          | 千花         | 月香         | 帝架         | 凶華         |
| 18   | 雹霞         | 千花         | 凶華         | 月香          | 優歌         | 凰火         | 銀夏         | 帝架         |
| 19   | 帝架         | 雹霞         | 優歌         | 凰火          | 月香         | 千花         | 凶華         | 銀夏         |
| 20   | 優歌         | 月香         | 雹霞         | 銀夏          | 帝架         | 凶華         | 凰火         | 千花         |
| 21   | 銀夏         | 凰火         | 帝架         | 雹霞          | 凶華         | 優歌         | 千花         | 月香         |
| 22   | 帝架         | 千花         | 優歌         | 月香          | 銀夏         | 凰火         | 雹霞         | 凶華         |
| 23   | 凶華         | 優歌         | 銀夏         | 帝架          | 千花         | 月香         | 凰火         | 雹霞         |
| 24   | 凰火         | 雹霞         | 凶華         | 銀夏          | 優歌         | 帝架         | 月香         | 千花         |
| 25   | 銀夏         | 帝架         | 優歌         | 雹霞          | 凰火         | 月香         | 千花         | 凶華         |
| 26   | 超妻賢母宣言 | 超妻賢母宣言 | 超妻賢母宣言 | 超妻賢母宣言  | 超妻賢母宣言 | 超妻賢母宣言 | 超妻賢母宣言 | 超妻賢母宣言 |

### 各話リスト
| 話数       | サブタイトル               | 脚本       | 絵コンテ       | 演出         | 作画監督            |
| ---------- | -------------------------- | ---------- | -------------- | ------------ | ------------------- |
| 第壱わ     | 凶華様、君臨す!            | 池田眞美子 | 黒田やすひろ   | 黒田やすひろ | 古賀誠              |
| 第弐わ     | 宴の時間は終わらない       | 池田眞美子 | こでらかつゆき | 上坪亮樹     | 大田謙治            |
| 第参わ     | 姫宮の鬼姫様               | 池田眞美子 | 井上茜         | 井上茜       | 田村正文            |
| 第四わ     | 旅行も呪いも計画的に       | 宮崎なぎさ | 山崎みつえ     | 鎌田祐輔     | 大城勝              |
| 第伍わ     | サバイバルハネムーン       | 長谷川勝己 | 新留俊哉       | 牟田口裕基   | 大藪佳奈子 柳伸亮   |
| 第六わ     | 狂気の博士と宴の二幕       | 長谷川勝己 | 中山敦史       | 中山敦史     | 山内尚樹            |
| 第七わ     | 謝々! 暗殺中華!            | 門田裕一   | 上坪亮樹       | 上坪亮樹     | 尾尻進矢            |
| 第八わ     | やさしい死神の作り方       | 池田眞美子 | こでらかつゆき | 千葉大輔     | 長野路子            |
| 第九わ     | 神と死神の宴               | 池田眞美子 | 垂永士         | 井上茜       | 大田謙治            |
| 第拾わ     | 無邪気海賊ムジャッキー     | 宮崎なぎさ | 中野英明       | 中野英明     | 小菅和久            |
| 第拾壱わ   | 雹霞の初恋                 | 長谷川勝己 | 吉田泰三       | 牟田口裕基   | 大河原晴男 柳伸亮   |
| 第拾弐わ   | 月曜日に猫を拾う           | 門田裕一   | 佐藤まさふみ   | 佐藤まさふみ | 柳瀬譲二            |
| 第拾参わ   | 千花の憂鬱                 | 長谷川勝己 | こでらかつゆき | 上坪亮樹     | 宮下雄次            |
| 第拾四わ   | Electric-Butterfly         | 長谷川勝己 | 久保山英一     | 久保山英一   | 山内尚樹 桜井正明   |
| 第拾伍わ   | 奥様は魔女っ娘♪            | 門田裕一   | 中野英明       | 中野英明     | 馬場絵理            |
| 第拾六わ   | 朱と白のマダラ             | 宮崎なぎさ | 山中英治       | 白石道太     | 武本大介            |
| 第拾七わ   | 決戦はメロンパンでお願い   | 宮崎なぎさ | 佐藤まさふみ   | 佐藤まさふみ | たないあやこ        |
| 第拾八わ   | 正しい看病の仕方           | 門田祐一   | 坂田純一       | 井上茜       | 大田謙治            |
| 第拾九わ   | その気がなくてもドジデビル | 長谷川勝己 | 佐藤雄三       | 佐土原武之   | 尾尻進矢            |
| 第弐拾わ   | ビタミンCの森              | 花田十輝   | こでらかつゆき | 柳伸亮       | 大河原晴男          |
| 第弐拾壱わ | 黒サンタさんは夜眠れない   | 門田祐一   | 山中英治       | 白石道太     | 大河原晴男 滝川和男 |
| 第弐拾弐わ | 落ちてきたプリンセス       | 池田眞美子 | 山崎みつえ     | 室谷靖       | 御堂翔流 山内尚樹   |
| 第弐拾参わ | その名は強欲王!            | 長谷川勝己 | 佐藤まさふみ   | 佐藤まさふみ | たないあやこ        |
| 第弐拾四わ | 宇宙からの物体X            | 池田眞美子 | こでらかつゆき | 中山敦史     | 馬場絵理            |
| 第弐拾伍わ | 凶華様、狂乱!              | 池田眞美子 | 山中英治       | 柳伸亮       | 大河原晴男          |
| 第弐拾六わ | 再び、閻禍伝説!            | 池田眞美子 | 黒田やすひろ   | 井上茜       | 大田謙治 山本真嗣   |

### 放送局
| 放送地域   | 放送局             | 放送期間                 | 放送日時           | 放送区分       | 備考             |
| ---------- | ------------------ | ------------------------ | ------------------ | -------------- | ---------------- |
| 神奈川県   | tvk                | 2008年4月12日 - 10月4日  | 土曜 25:00 - 25:30 | 独立UHF局      |                  |
| 福岡県     | TVQ九州放送        | 2008年4月12日 - 10月4日  | 土曜 26:40 - 27:10 | テレビ東京系列 |                  |
| 千葉県     | チバテレビ         | 2008年4月16日 - 10月8日  | 水曜 25:30 - 26:00 | 独立UHF局      |                  |
| 広島県     | テレビ新広島       | 2008年4月16日 - 10月8日  | 水曜 25:35 - 26:05 | フジテレビ系列 |                  |
| 埼玉県     | テレ玉             | 2008年4月17日 - 10月9日  | 木曜 26:00 - 26:30 | 独立UHF局      |                  |
| 中京広域圏 | 東海テレビ         | 2008年4月17日 - 10月9日  | 木曜 27:35 - 28:05 | フジテレビ系列 |                  |
| 大阪府     | テレビ大阪         | 2008年4月18日 - 10月10日 | 金曜 26:35 - 27:05 | テレビ東京系列 |                  |
| 日本全域   | AT-X               | 2008年4月21日 - 10月13日 | 月曜 9:30 - 10:00  | CS放送         | リピート放送あり |
| 日本全域   | バンダイチャンネル | 2008年4月25日 - 10月17日 | 金曜 12:00 更新    | ネット配信     |                  |

- 放映体制は地上波では概ね前番組の『true tears』を基本としているが関西圏では関西テレビ（フジテレビ系列）からテレビ大阪に変更、さらにTVQ九州放送とテレビ新広島が加わっている。

### 関連商品

#### DVD
| 巻  | 発売日         | 規格品番  |
| --- | -------------- | --------- |
| 1   | 2008年7月25日  | BCBA-3311 |
| 2   | 2008年8月22日  | BCBA-3312 |
| 3   | 2008年9月26日  | BCBA-3313 |
| 4   | 2008年10月24日 | BCBA-3314 |
| 5   | 2008年11月21日 | BCBA-3315 |
| 6   | 2008年12月19日 | BCBA-3316 |
| 7   | 2009年1月23日  | BCBA-3317 |
| 8   | 2009年2月20日  | BCBA-3318 |
| 9   | 2009年3月27日  | BCBA-3319 |
| BOX | 2011年11月25日 | BCBA-4230 |

#### 書籍
- 『狂乱家族日記 アニメコンプリートブック』2008年12月15日発売[44]、ISBN 978-4-7577-4587-2

## TCG
- プロジェクト レヴォリューション - ブロッコリーと富士見書房制作のカードゲームに作品が参加しエンターブレインパックに収録。エキスパンションはエンターブレイン2.0「ファミ通文庫10周年パック」、収録はテレビアニメーション「狂乱家族日記」ほか。2009年販売。